# El Santo
Rodolfo Guzmán Huerta (Tulancingo, Hidalgo, 23 de septiembre de 1917-Ciudad de México, 5 de febrero de 1984), conocido como El Santo, fue un luchador profesional y actor mexicano. También apodado como El enmascarado de plata, es uno de los luchadores más famosos de México y el mundo, además de ser uno de los íconos en la cultura mexicana del siglo XX. En palabras de Carlos Monsiváis, El Santo fue «el rito de la pobreza, de los consuelos peleoneros dentro del Gran Desconsuelo-que-es-la-Vida, la mezcla exacta de tragedia clásica, circo, deporte olímpico, comedia, teatro de variedad y catarsis laboral».
Como luchador peleó de 1942 a 1982, periodo de cuatro décadas en el que nunca fue desenmascarado. Desde los años 50 en México era un héroe popular y un símbolo de la justicia para las personas, ya que su personaje trascendió el ámbito de la lucha libre y se transformó en un superhéroe al lograr un manejo muy hábil de su imagen en diversos medios masivos. Fue transformado hacia 1952 en héroe de historieta con la publicación semanal Santo, El Enmascarado de Plata ¡Una aventura atómica!, editada por José G. Cruz y que llegó a vender miles de ejemplares semanales. Pero El Santo se convirtió en un referente mediático internacional debido a su incursión en el cine en 1958, protagonizando 52 filmes en los cuales peleó contra distintos enemigos como hombres lobo, mujeres vampiro y extraterrestres. Dichas películas fueron un éxito de taquilla no solo en México, sino en gran parte de América Latina, Europa y algunos lugares tan distantes como Líbano o Turquía.
El género de luchadores fue inaugurado en 1952 por otro luchador profesional enmascarado, «El Médico Asesino», en una película cuyo título fue, irónicamente, «El Enmascarado de Plata». Pero no fue sino hasta 1958 cuando Santo se convirtió en personaje de cine, logrando un éxito arrollador puesto que venía precedido por el éxito logrado en la historieta que se publicaba desde 1952. Otras figuras del cuadrilátero como Huracán Ramírez, Blue Demon y Mil Máscaras también incursionaron en el cine, pero nunca tuvieron la fama de Santo, a quien podemos considerar el primer gran producto mercadológico surgido de la lucha libre. Con Blue Demón y Mil Máscaras, forma parte de los llamados «Tres grandes de la lucha libre mexicana».

## Biografía y carrera

### Infancia e inicios

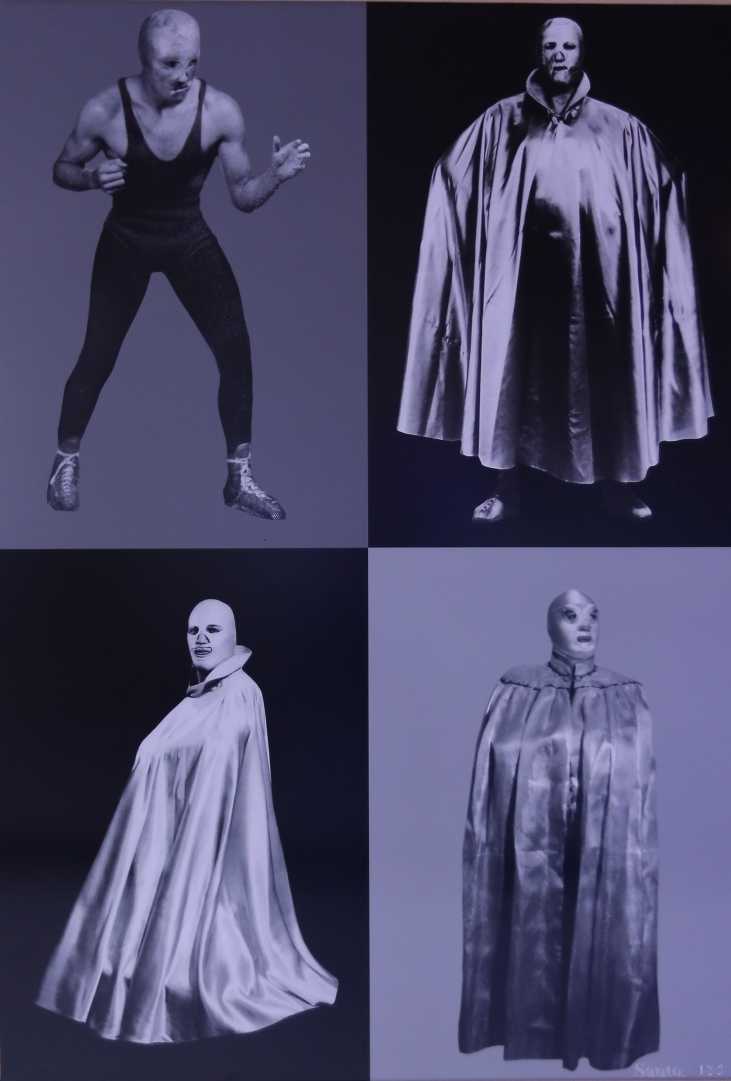
Fotografías de El Santo desde sus inicios hasta convertirse en el «enmascarado de plata».

Rodolfo Guzmán Huerta nació el 23 de septiembre de 1917 en Tulancingo, Hidalgo, hijo de Josefina Huerta Márquez y Jesús Guzmán Campuzano. Fue el quinto de siete hijos. Rodolfo llegó a la Ciudad de México en los años 20, cuando su familia se asentó en el centro histórico de la Ciudad de México, en una vecindad conocida como la Covadonga, en la calle Belisario Domínguez. En un inicio practicó Béisbol y fútbol americano, pero después se interesó por la lucha. Aprendió Jūjutsu y luego lucha grecorromana, y algunos testimonios indican que tomó clases de pintura.
Hacia 1933 o 1934, a la par que trabajaba como obrero en una fábrica textil, aprendió lucha libre al entrenarse  junto a sus hermanos Miguel y Jesús en el Casino de la Policía de la Ciudad de México. La lucha libre ya despuntaba en popularidad entre el público de la Ciudad de México, impulsada por el empresario Salvador Lutteroth. Su hermano Miguel debutaría como Black Guzmán en 1934 y Jesús como El Pantera Negra. Desafortunadamente El Pantera Negra falleció en un show de lucha en Puebla el 13 de agosto de 1934.
No se ha establecido cuándo comenzó exactamente su carrera de lucha como competidor. Puede ser en la Arena Peralvillo Cozumel el 28 de abril de 1934 (usando su verdadero nombre), o en el Deportivo Islas, en la colonia Guerrero de la Ciudad de México en 1935. Según un audio recogido por la Fonoteca Nacional de Méxicoː

Yo debuté a los 16 años de edad. Mi primer lucha fue contra un luchador que es referee ahora, Eduardo Palau. Y en una desaparecida arena, Anáhuac, y después salté a la Arena México, de la Colonia Doctores, pero la arena vieja, no la moderna, ahí debuté como El Santo.
El Santo

Pero durante la segunda mitad de la década de 1930 se estableció como un luchador, usando los nombres de: Rudy Guzmán, El Hombre Rojo, El Enmascarado, El Incógnito, El Demonio Negro, El Murciélago Enmascarado II. Este último nombre fue una copia de otro famoso luchador de esa época, y después de un reclamo por el nombre por parte del Murciélago original, Jesús Velásquez, la Comisión Mexicana de Boxeo y de Lucha declaró en 1938 que Guzmán no podría utilizar ese nombre. Cabe señalar que Bobby Arreola había desenmascarado a Rodolfo Guzmán cuando empleaba el nombre de Murciélago II.

### Escalada a la fama

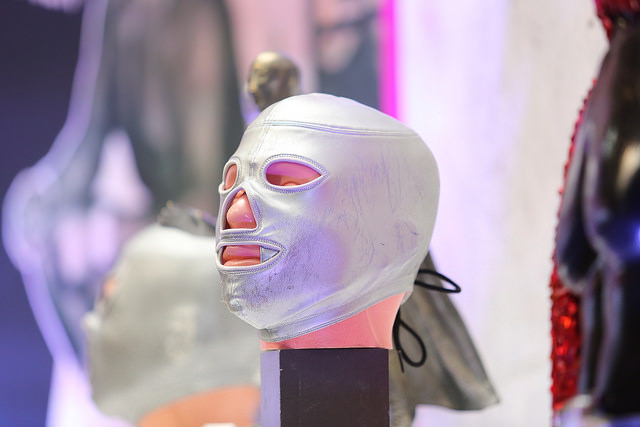
Máscara original de El Santo exhibida durante un evento realizado en Ciudad de México en 2016.

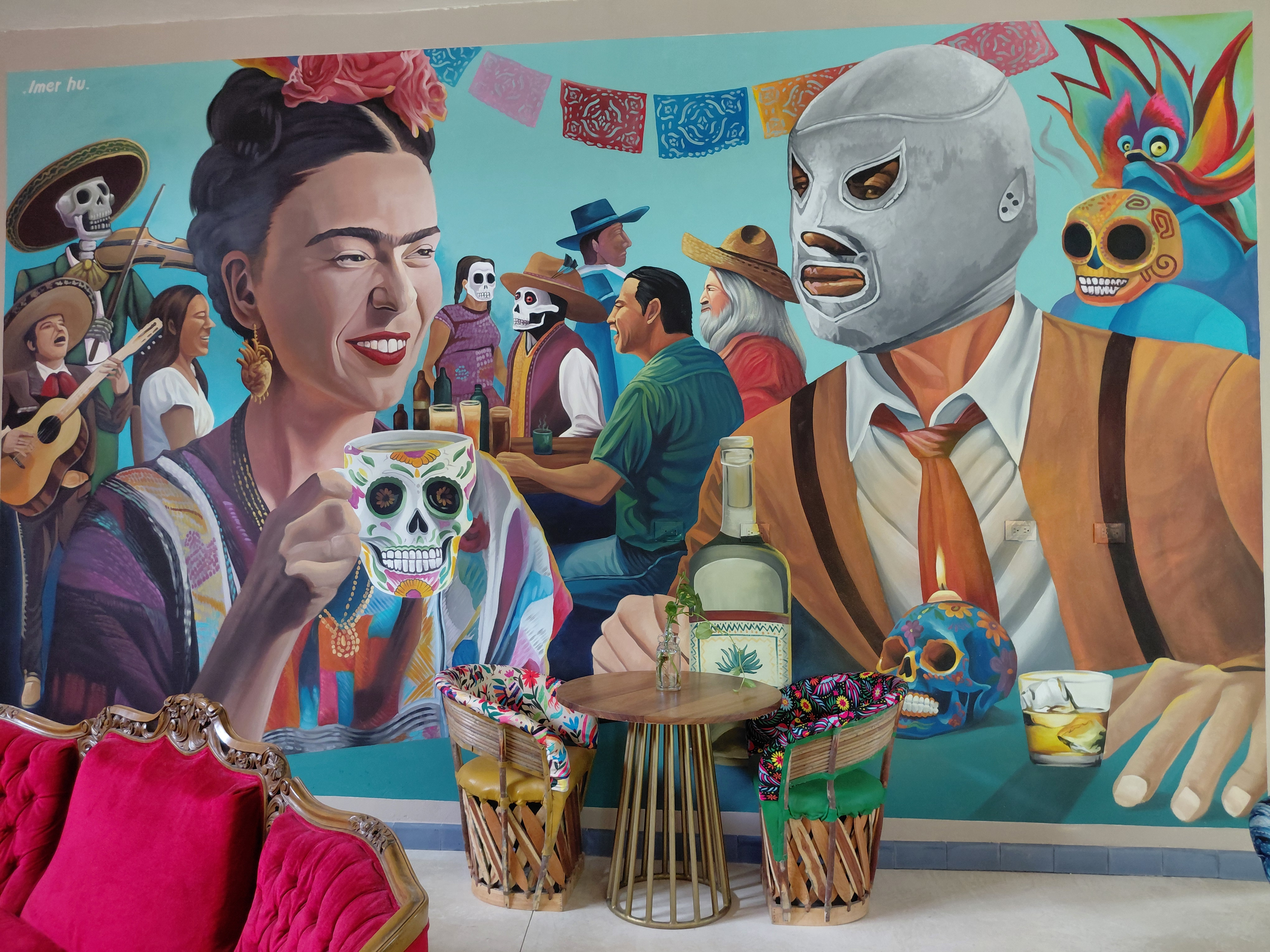
El santo se ha convertido en un exponente de la cultura mexicana mas allá de su trayectoria por la lucha libre, se utiliza mucho en arte urbano.

En los inicios de 1940, Guzmán se casó con María de los Ángeles Rodríguez Montaño.
En 1942 su entrenador, Jesús Lomelí, estaba armando un nuevo equipo de luchadores, todos con vestimentas plateadas, y quería que Rodolfo fuera parte de este equipo. Él le sugirió tres nombres: El Santo, El Diablo, o El Ángel, y Rodolfo eligió el primero. El 26 de abril luchó en La Arena México por primera vez como Santo. En sus inicios, El Santo combatía en el bando de los Rudos (lo cual no le favorecía para obtener el apoyo del público, ya que en la época la gente apoyaba en mayor medida a los técnicos); posteriormente se cambió al bando técnico. Bajo su nuevo nombre rápidamente desarrolló su propio estilo, y su agilidad y versatilidad lo hicieron muy popular. También cabe mencionar que como parte de su entrenamiento a mediados de la década de 1950 comenzó a entrenarse en la Arena Coliseo de Guadalajara, Jalisco, en el plantel de Cuauhtémoc El Diablo Velasco, fundador de la primera escuela de lucha libre profesional, con quien pulió su estilo y forma de luchar.

### Conversión en ícono

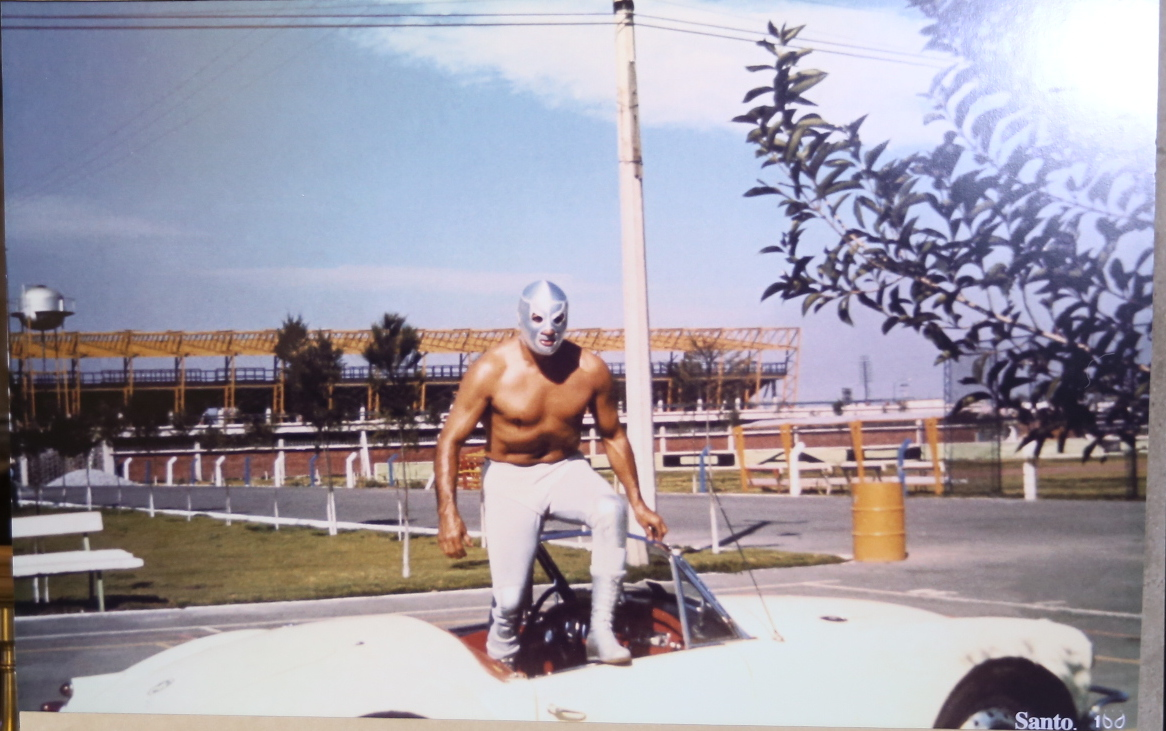
El Santo, c. 1960s.

A partir de 1952, el artista y editor José Guadalupe Cruz comenzó a publicar la historieta Santo, el Enmascarado de Plata, convirtiéndolo en el primer personaje luchador de la historieta mexicana, cosa que también hicieron Black Shadow, Huracán Ramírez, El Solitario y Tinieblas, usando la misma técnica creada por José G. Cruz (color sepia y fotomontaje en fondos dibujados). La historieta se publicó hasta los años ochenta. En los primeros años era el propio luchador quien posaba para las fotos de la historieta, pero luego de unos años (y algunos problemas legales) fue sustituido por Héctor Pliego, Míster México 1969, y el personaje se tuvo que diferenciar del original sin emplear mallas y sumando una "S" sobre un círculo negro en la frente de la máscara.
En los finales de la década de 1950, Fernando Osés (luchador y actor) invitó a Guzmán a trabajar en películas, propuesta que aceptó, aunque sin abandonar su carrera en la lucha libre, compaginando ambas actividades. Fernando Osés y Enrique Zambrano escribieron libretos para las dos primeras películas de Santo, Santo contra el Cerebro del Mal y Santo contra los Hombres Infernales, ambas estrenadas en 1958, y dirigidas por Joselito Rodríguez. La filmación se llevó a cabo en Cuba, y el rodaje terminó un día antes que Fidel Castro entrara en La Habana y declarase la victoria de la revolución cubana.
Aun cuando ambas películas tenían un bajo presupuesto y fueron altamente improvisadas, tuvieron gran aceptación por parte del pueblo mexicano y se convirtieron rápidamente en éxitos de taquilla, abriendo camino para más películas de Santo.
El estilo de estas películas fue esencialmente el mismo durante las 52 películas que protagonizó, con argumentos donde actuaba como superhéroe luchando contra criaturas sobrenaturales, científicos locos o el crimen organizado. 

Estand con páginas de un cómic de El Santo expuestas en su museo.

Aunque las tentativas de crear un estilo de horror gótico generalmente se consideraron menos que acertadas, y la película se considera más como una comedia (involuntaria) que un filme de horror en la actualidad, este fue un enorme éxito en taquilla, y se exportó a muchos países. En ciertos círculos de Europa las películas del Santo fueron consideradas verdaderas "joyas" de un supuesto "cine surrealista mexicano", junto con las películas del célebre actor y director Juan Orol; pues suponen que la ingenuidad y el extremo descuido con que son facturadas son algo totalmente intencional.

## Otros medios
La novela de 1994 titulada Xanto: Novelucha libre, del escritor mexicano de origen poblano José Luis Zárate, en tono satírico sobre un héroe enmascarado, que lucha contra fuerzas sobrenaturales que planean apoderarse de la ciudad de Puebla para después apoderarse del mundo.
La tira cómica para adultos El Santos, creada por los dibujantes José Ignacio Solórzano (Jis) y José Trinidad Camacho (Trino) y publicada originalmente en el diario La Jornada, presenta a un luchador enmascarado del mismo nombre que es una parodia del Santo en aventuras de humor ácido y surrealista caracterizadas por incluir situaciones sexuales, humor alusivo al consumo de drogas y sátira política.
En la serie animada El Chavo animado, existe un personaje llamado el Justiciero Enmascarado que posiblemente sea una referencia al mismo Santo (y otros luchadores) por su parecido físico y el hecho de mostrarlo en películas luchando contra monstruos, etcétera, tal como lo hacía el propio Rodolfo Huerta.
En la serie animada ¡Mucha Lucha!, existen dos personajes llamados El Fundador y Máscara de Plata que hacen referencia al Enmascarado de Plata por su parecido y su sobrenombre.

## Muerte
Santo jamás perdió su máscara plateada en combate y se creó el mito de que nunca se quitaba su máscara. Se retiró de los encordados en 1982. En 1984, se presentó en el programa Contrapunto de Jacobo Zabludovsky, donde el presentador logró despojar de su máscara a «Santo», aunque sólo mostró una pequeña parte de su rostro. Sólo 10 días después, el 5 de febrero de 1984 murió de un infarto agudo de miocardio luego de una presentación en el Teatro Blanquita a sus 66 años. Alrededor de 10 mil personas asistieron a su funeral. Fue sepultado en una cripta del panteón Mausoleos del Ángel, ubicado en Ciudad de México.

## Filmografía
- Santo contra cerebro del mal (Cerebro del Mal) (1958) (coproducción con Cuba)
- Santo contra los hombres infernales (Cargamento blanco) (1958) (coproducción con Cuba)
- Santo contra los zombis (1961)
- Santo contra el Rey del Crimen (1961)
- Santo en el hotel de la muerte (1961)
- Santo contra el cerebro diabólico (1961)
- Santo contra las mujeres vampiro (1962)
- Santo en el museo de cera (1963)
- Santo vs. el estrangulador (1963)
- Santo vs. el espectro del estrangulador (1963)
- Blue Demon contra el poder satánico (El poder satánico) (1964) (actuación especial)
- El hacha diabólica (1964)
- Atacan las brujas (1964)
- Profanadores de tumbas (Los traficantes de la muerte) (1965)
- El barón Brákola [tres episodios] (1965)
- Santo contra la invasión de los marcianos (1966)
- Santo contra los villanos del ring (1966)
- Operación 67 (1966)
- El tesoro de Moctezuma (1966)
- Santo en el tesoro de Drácula (El tesoro de Drácula) y su versión sin censura El vampiro y el sexo (1968)[13]
- Santo contra Capulina (1968)
- Santo frente a la muerte (1969) (coproducción con Colombia y España)
- Santo y Blue Demon contra los monstruos (1969)
- Santo contra Blue Demon en la Atlántida (1969)
- El mundo de los muertos (1969) caracterizando a: Caballero enmascarado de plata/Santo, el Enmascarado de Plata
- Santo vs. los cazadores de cabezas (1969)
- Santo en la venganza de las mujeres vampiro (1970)
- Santo contra los jinetes del terror (1970)
- Santo vs. la mafia del vicio (1970)
- Santo en la venganza de la momia (1970)
- Santo contra las momias (Santo vs. las momias de Guanajuato) (1970)
- Santo contra los asesinos de otros mundos (Asesinos de otros mundos) (1971)
- Santo y el águila real (El águila real) (1971)
- Misión suicida (1971)
- Santo contra los secuestradores (1971) (coproducción con Ecuador)
- Santo vs. la hija de Frankenstein (1971)
- Santo contra la magia negra (1972) (coproducción con Haití)
- Santo y Blue Demon contra Drácula y el hombre lobo (1972)
- Santo y Blue Demon: Las bestias del terror (1972)
- Santo en Anónimo mortal (1972)
- Santo vs. las lobas (1972) - Estrenada en 1976
- Santo y Blue Demon contra el doctor Frankenstein (1973)
- Santo contra el doctor Muerte (1973) (coproducción con España)
- Santo y Mantequilla Nápoles en la Venganza De La Llorona (1974)
- Santo en el misterio de la perla negra (1974) (coproducción con Colombia y España)
- Santo y Joel Monteros contra el Servidor Asesino (coproducción con USM)
- Santo en oro negro (1975) (coproducción con Puerto Rico)
- México de mis amores (1976) (documental)
- Misterio en las Bermudas (1977)
- Santo en la frontera del terror (1979)
- Santo contra el asesino de la T V. (1981)
- El puño de la muerte (1982)
- La furia de los karatecas (1982)

Nota: Existen varias películas que podemos considerar «apócrifas» entre ellas destaca 3 Dev Adam (Tres Hombres Poderosos), realizada en Turquía y no autorizada por Rodolfo Guzmán Huerta ni por la Marvel Comics. En ella un supuesto Santo une fuerzas con el Capitán América para combatir la ola de crímenes desatada por Spider-Man, quien en la película aparece como malvado.

## Campeonatos y logros

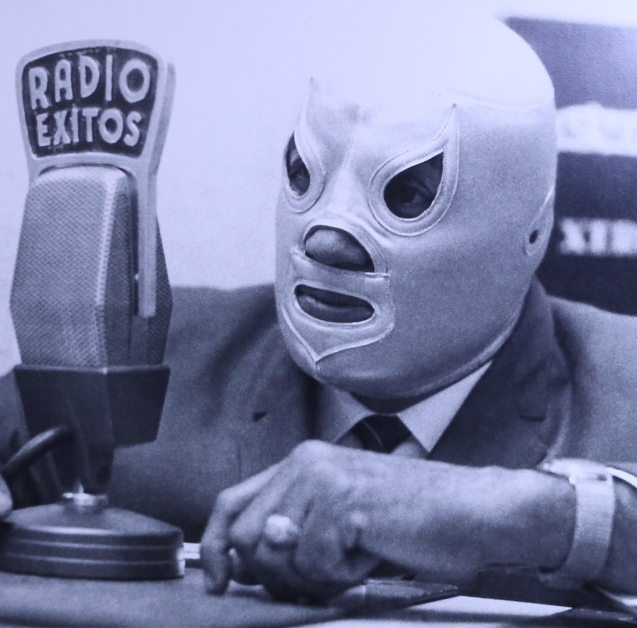
El Santo, c. 1960.

- Comisión de Box y Lucha Libre de México, D.F.
  - Campeonato Nacional de Peso Semicompleto (1 vez)
  - Campeonato Nacional de Peso Medio (4 veces)
  - Campeonato de Parejas de la Arena México (3 veces) - 2 con Rayo de Jalisco y 1 con Ray Mendoza
  - Campeonato Nacional de Peso Welter (2 veces)

- National Wrestling Alliance
  - NWA World Welterweight Championship (2 veces)
  - NWA World Middleweight Championship (4 veces)

- Professional Wrestling Hall of Fame
  - Clase de 2013

- Wrestling Observer Newsletter awards
  - Wrestling Observer Newsletter Hall of Fame (Clase de 1996)

- WWE
  - WWE Hall of Fame (2018)[14]